# Iphicara bouvieri
Iphicara bouvieri är en insektsart som först beskrevs av De Bergevin 1913.  Iphicara bouvieri ingår i släktet Iphicara och familjen Dictyopharidae. Inga underarter finns listade i Catalogue of Life.